# Jules Favre
Jules Favre, född  21 mars 1809 i Lyon, död 19 januari 1880 i Versailles var en fransk statsman. 

## Liv och karriär
Favre var son till en köpman och blev efter att ha studerat juridik i Paris, där han under tiden verksamt deltog i julirevolutionen, advokat i sin födelsestad. Hans avancerat frisinnade åsikter, oratoriska begåvning och skarpsinne skaffade honom inom kort stort anseende. 1836 bosatte han sig i Paris och fick där en ansenlig mängd mål, även beryktade politiska sådana, att utföra. Vid februarirevolutionens utbrott 1848 utnämndes han av Alexandre Auguste Ledru-Rollin till generalsekreterare i inrikesministeriet samt visade sig snart vara en av de mest dugliga krafterna i den nya regeringen liksom i nationalförsamlingen. 
Han bekämpade Louis Napoléon och hans politik samt försökte vid statskuppen av denne 2 december 1851, även om det gick i stöpet, organisera ett väpnat motstånd i Paris. Därefter drog han sig för en tid tillbaks, till dess att han åter väckte uppmärksamhet genom att försvara Felice Orsinis mordförsök på Napoleon III och då han valdes 1858 in i nationalförsamlingen i Paris. Han blev i lagstiftande kåren ledare för "de fems" oförsonliga opposition mot kejsardömet samt var efter sitt omval 1863 den verkliga själen i det demokratiska partiet. Hans lysande vältalighet förde honom 1868 in i Franska akademien efter Victor Cousin. 
När regeringen 15 juli 1870 förklarade förhandlingarna med Preussen avbrutna, var Favre en av dem, som talade mot fransk-tyska kriget såsom orättfärdigt och vägrade anslag därtill. Efter nederlaget i slaget vid Sedan föreslog han natten till 4 september dynastins avsättning, bildandet av Nationella försvarsregeringen och Louis Jules Trochus utnämning till generalguvernör i Paris. Själv blev han den nya regeringens utrikesminister och förklarade i en diplomatisk rundskrivnining, att "inte en fotsbredd av landet, icke en sten av fästningarna" skulle avträdas till Tyskland. 
Han misslyckades emellertid fullkomligt vid sina möten med  Otto von Bismarck kort efteråt att förmå denne att nöja sig med endast ett krigsskadestånd. Hans protest 9 januari 1871 mot tyskarnas beskjutande av Paris och hans försök att förmå utländska makter till intervention hade ingen verkan. Utsedd att leda förhandlingarna med tyskarna om Paris kapitulation och ett vapenstillestånd, motsatte han sig nationalgardets avväpning, varigenom kommunupproret möjliggjordes, och undantog från vapenvilan Charles Denis Sauter Bourbakis armé, som därför måste ge sig in på schweiziskt område. I den nya nationalförsamlingen invaldes Favre av 8 departement, och Thiers utnämnde honom till utrikesminister. Som sådan avslutade han fredsförhandlingarna i Versailles och undertecknade fredsfördraget i Frankfurt. 
Kort därefter avgick han från sin post 22 juli 1871 och tog sedan, bruten av egna och fosterlandets olyckor, föga del i det parlamentariska arbetet. 1876 valdes han i departementet i Bhöne till senator, men spelade inte längre någon politisk roll. Till försvar för sin politik utgav han Rome et la République francaise (1871) och Gouvernement de la défense nationale (3 bd, 1871-1875). Hans änka utgav hans politiska tal, Discours parlementaires (4 bd, 1881), och Maritain hans Mélanges politiques (1882).